# 潤滑系統
潤滑系統，又稱為集中潤滑給油系統，英文名稱為lubrication system，顧名思義就是供應油品以達到潤滑目的之裝置。潤滑系統最簡單的分類方式是以使用的潤滑油品做為分類，可分為機油類潤滑系統與黃油潤滑系統（油脂類、牛油類）。
無論是機油類或是黃油類潤滑系統，主要都包括一台潤滑主機、一個或數個配油器、管類、接頭等相關零配件。潤滑主機又稱為注油機、注油器、打油機，依作動方式又可分為手動、電動、氣動等型式。
在台灣最早從事製造潤滑系統之工廠為彰化振榮油機股份有限公司，早期是以工業社從事沖床相關配件，因為有使用潤滑系統，而當時台灣潤滑系統產品仍相當依賴日本進口，成本相當高昂，有鑑於此彰化振榮開始自主生產，也間接降低工具機產業成本，目前仍是台灣潤滑系統市佔率最高、品牌最老的製造廠。
在歐洲知名的潤滑系統包括近期被SKF併購之VOGEL品牌，在美國則有Lincoln、Bijur，在日本有LUBE、SHOWA等品牌，在中國集大成，上述各品牌均有在當地設廠或公司。